# Aethiothemis incongruens
Aethiothemis incongruens – gatunek ważki z rodziny ważkowatych (Libellulidae). Występuje w Afryce Zachodniej i Środkowej – od Gwinei po Kamerun.